# Hippotion scrofa
Hippotion scrofa is een vlinder uit de familie van de pijlstaarten (Sphingidae).
De vlinder heeft een spanwijdte van zo'n 7 centimeter. De voorvleugels hebben een bruine grondkleur, de achtervleugels zijn oranje.
De waardplanten zijn Epilobium, Coprosma repens, Ipomoea en Fuchsia. De rups wordt tot 7 cm lang.
De soort komt voor in Australië, en is ook gezien in Nieuw-Caledonië en Vanuatu.